# چکانوو (استان ماسوویان)
چکانوو (به لهستانی:  Czekanów) یک روستا در لهستان است که در گمینا یابووننا لاتسکا واقع شده‌است.